# Duisburg-Mitte
Duisburg-Mitte è un distretto urbano (Stadtbezirk) di Duisburg.
Ha una superficie di 34,98 km² e una popolazione (2008) di 105.529 abitanti.

## Suddivisione amministrativa
Il distretto urbano di Duisburg-Mitte è diviso in 9 quartieri (Stadtteil):
- 501 Altstadt
- 502 Neuenkamp
- 503 Kaßlerfeld
- 504 Duissern
- 505 Neudorf-Nord
- 506 Neudorf-Süd
- 507 Dellviertel
- 508 Hochfeld
- 509 Wanheimerort